# Pierre Gaspard Marie Grimod d'Orsay
Pour les articles homonymes, voir Grimod et D'Orsay.
Pierre Gaspard Marie Grimod, 2e comte d'Orsay, né le 14 décembre 1748 et mort à Vienne (Autriche) le 3 janvier 1809, est un financier et collectionneur d'art français.

## Biographie
Fils du fermier général Pierre Grimod du Fort, il épouse le 31 décembre 1770 Marie Louise Amélie de Croÿ (1748-1772), fille du prince Guillaume François de Croÿ-Solre-Molembais et d'Anne Françoise Amélie de Trazegnies. Ils ont un fils, Albert-Gaspard Grimod, comte d'Orsay et général d'Empire, dit « le beau d'Orsay », père du dandy et mécène Alfred d'Orsay.
Il acquiert en 1768 l'hôtel de Clermont, situé au 69, rue de Varenne à Paris et le fait transformer par Pierre Convers, Jean Augustin Renard et Charles Joachim Bénard. Cet état de l'hôtel particulier – dont il ne reste rien aujourd'hui – a constitué une étape importante de l'évolution du goût. Mécène fastueux, il réunit de célèbres collections de peintures et de sculptures — dont de nombreux antiques —, soucieux de démontrer ainsi son statut de connaisseur éclairé en matière d'art. Par exemple, à Rome en 1776, « il déploie une activité frénétique en vue de transformer à l'antique les pièces de son hôtel parisien de la rue de Varenne » : il affrète un navire spécial pour expédier en France via Civitavecchia et Le Havre 222 caisses d'objets d'arts.
C’est aussi pendant son séjour en Italie qu’entre 1776 et 1777 le comte d’Orsay se rendit à Naples et en Sicile avec deux pensionnaires de l’Académie royale qu’il avait rencontrés à Rome, le peintre Joseph-Benoît Suvée et l’architecte Roussel[Lequel ?].
Le 20 janvier 1779, pour une somme de 591 000 livres, il achète le comté de Nogent-le-Rotrou, qui appartenait à Madeleine Henriette Maximilienne de Béthune-Sully, comtesse de l'Aubespine, fief dont il ne s'occupa guère.
Le 22 août 1784, il épouse en secondes noces la princesse allemande Marie Anne de Hohenlohe-Bartenstein (1760-1811).
Une partie de sa collection de dessins et d'estampes fut saisie à l'hôtel d'Orsay, rue de Varenne, en septembre 1793 et a rejoint en 1798 les collections du musée du Louvre.